# Qualea marioniae
Qualea marioniae är en tvåhjärtbladig växtart som beskrevs av Marc.-berti. Qualea marioniae ingår i släktet Qualea och familjen Vochysiaceae. Inga underarter finns listade i Catalogue of Life.